# Storie dei santi Biagio, Sebastiano e Giuliana
Storie dei santi Biagio, Sebastiano e Giuliana è un dipinto del pittore veronese Girolamo dai Libri, utilizzato come predella della pala Madonna in gloria e i santi Giuliana, Sebastiano e Biagio di Francesco Bonsignori per l'altare maggiore della cappella di San Biagio della chiesa dei Santi Nazaro e Celso di Verona. L'opera è realizzata con la tecnica della pittura a olio su tavola e misura 31 centimetri in altezza e 186 in lunghezza. È stata realizzata tra il 1524 e il 1526.
L'autore scelse di rappresentare le scene senza soluzioni di continuità. Alcuni storici dell'arte hanno criticato quest'opera osservando in essa «un certo scadimento nella qualità della tavoletta per il gestire artificioso e manierato e lo squilibrio delle proporzioni» lodando, tuttavia, la raffigurazione del paesaggio di sfondo «nella sua funzione di riunire e separare le tre storie indipendenti» in «modi palesemente debitori del Perugino».